# بوبي ويليام أوستين
بوبي ويليام أوستين (بالإنجليزية: Bobby William Austin)‏ هو عالم اجتماع أمريكي، ولد في 29 ديسمبر 1944.